# Ephemerella catawba
Ephemerella catawba är en dagsländeart som beskrevs av Jay R. Traver 1932. Ephemerella catawba ingår i släktet Ephemerella och familjen mossdagsländor. Inga underarter finns listade i Catalogue of Life.